# Daniel Keatings
Daniel Keatings (ur. 4 stycznia 1990 w Kettering) – brytyjski gimnastyk, wicemistrz świata.
Największym sukcesem zawodnika jest srebrny medal mistrzostw świata w Londynie w wieloboju indywidualnym. Srebrny medalista mistrzostw Europy w wieloboju indywidualnym w Mediolanie (2009).

## Osiągnięcia
| Rok  | Zawody             | Miasto   | Miejsce | Konkurencja                 | Punktacja |
| ---- | ------------------ | -------- | ------- | --------------------------- | --------- |
| 2009 | Mistrzostwa Europy | Mediolan | 2       | Wielobój indywidualnie      | 88.275    |
| 2009 | Mistrzostwa Europy | Mediolan | 3       | Ćwiczenia na koniu z łękami | 15.500    |
| 2009 | Mistrzostwa świata | Londyn   | 2       | Wielobój indywidualnie      | 88.925    |